# Pontcey
Pontcey é uma comuna francesa na região administrativa de Borgonha-Franco-Condado, no departamento de Alto Sona. Estende-se por uma área de 5,87 km². Em 2010 a comuna tinha 318 habitantes (densidade: 54,2 hab./km²).